# Stadswandeling

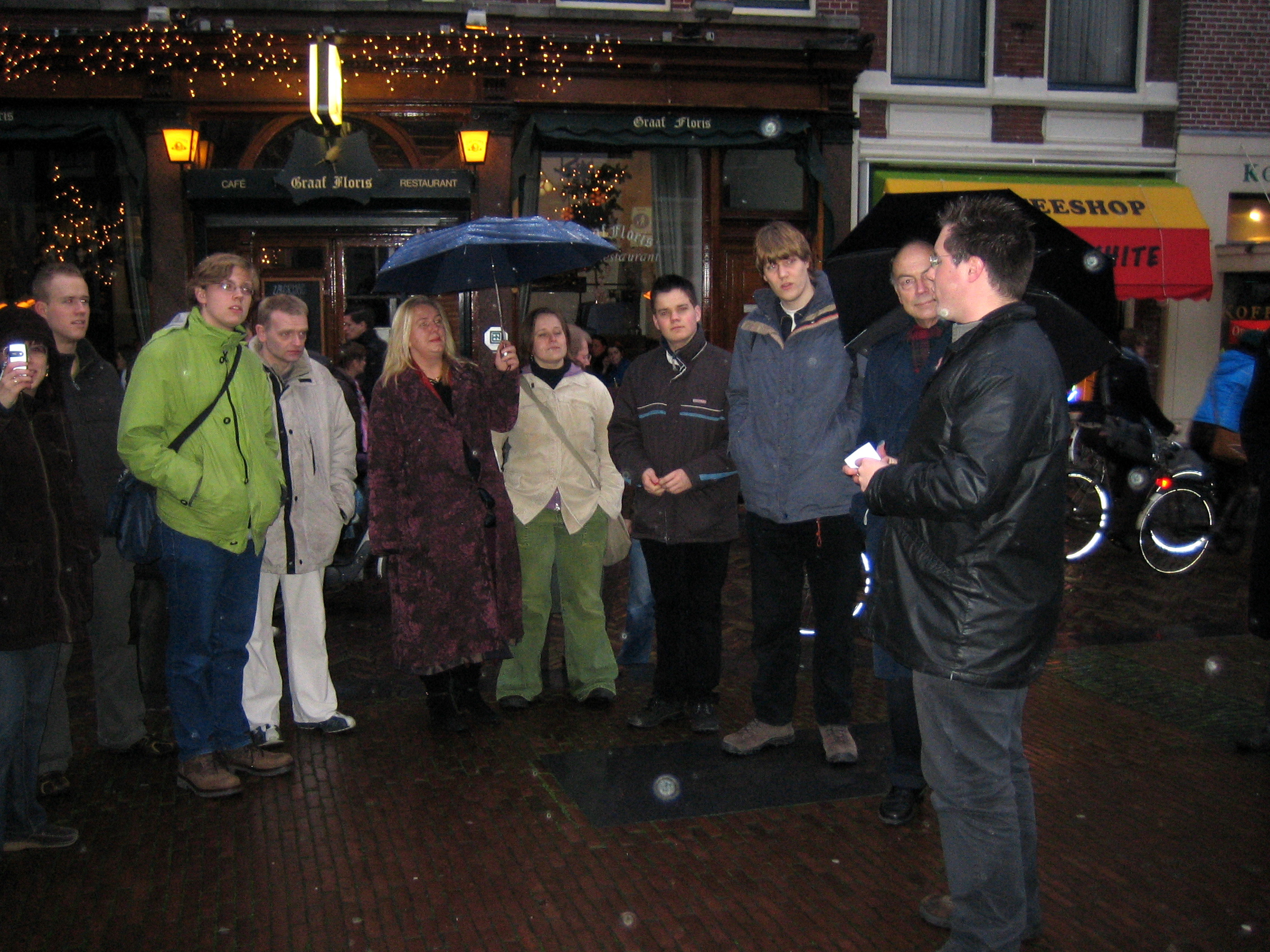
Een groep toeristen tijdens een stadswandeling in Utrecht

Een stadswandeling is een (meestal toeristische) wandeling door een stad. Meestal aan de hand van een papieren routebeschrijving of bewegwijzering, voert het de wandelaar langs bezienswaardigheden.
In vele plaatsen zijn ook stadswandelingen mogelijk onder leiding van een gids. Vaak kunnen ze besproken worden bij de plaatselijke VVV. In 65 plaatsen in Nederland worden ze onder andere verzorgd door het Gilde, een vrijwilligersorganisatie.
In grote steden is het soms mogelijk een keuze te maken uit een aantal thema's, bijvoorbeeld kunst of architectuur. Een bekend voorbeeld is de art-nouveau-wandeling in Brussel.
Er zijn diverse trends binnen de stadswandelingen. Zo bestaan er bijvoorbeeld stadswandelingen met vertellers, gps-stadswandelingen (stadswandelingen aan de hand van satellietcoördinaten) of de wereldberoemde Ghosthunt of York (stadswandeling met spookverhalen).